# Subergorgia mollis
Subergorgia mollis är en korallart som först beskrevs av Nutting 1910.  Subergorgia mollis ingår i släktet Subergorgia och familjen Subergorgiidae. Inga underarter finns listade i Catalogue of Life.